# Igurubi
Igunga è una circoscrizione mista (mixed ward) della Tanzania situata nel distretto di Igunga, regione di Tabora. Conta una popolazione di 51 172 abitanti (censimento 2012).